# Giacomo Centazzo
Giacomo Centazzo (Maniago, 1887 – Udine, 16 ottobre 1960) è stato un politico italiano.

## Biografia
Nato a Maniago nel 1887, lavorò dal 1909 per il quotidiano locale La patria del Friuli, diventandone redattore; nel 1914 fu eletto consigliere provinciale. Combatté quindi nella Grande guerra, al termine della quale si laureò in giurisprudenza e prese ad esercitare la professione di avvocato. Nel 1926 divenne conciliatore capo presso il comune di Udine, fino alla Seconda guerra mondiale, quando fu inviato a Tripoli all'ufficio censura. Iscritto nella Democrazia Cristiana, dopo la guerra, nel 1946, tornato in Friuli, entrò nel consiglio comunale di Udine, ricoprendo anche la carica di assessore all'assistenza sociale. Due anni dopo, nel 1948, divenne sindaco. Sostenitore del Movimento Federalista Europeo, fu dirigente dell'Associazione Italiana dei Comuni d'Europa, oggi Associazione Italiana dei Comuni e delle Regioni d'Europa. È ricordato - con sdegno e rammarico - per aver concesso la distruzione dell'edificio che in piazza Libertà ospitava il cinema Eden, uno stupendo esempio di costruzione Liberty. Nel 1960, ancora sindaco, morì a causa di un collasso cardiaco durante la cerimonia di inaugurazione della ferrovia Venezia-Udine, alla presenza del ministro dei trasporti Agostino Spataro.